# Tantilla relicta
Tantilla relicta är en ormart som beskrevs av Telford 1966. Tantilla relicta ingår i släktet Tantilla och familjen snokar.
Denna orm förekommer med flera från varandra i Florida och södra Georgia. Habitatet utgörs av sanddyner, buskskogar och skogar. Individerna gömmer sig på dagen i lövskiktet, i naturliga jordhålor eller i bon som skapades av kindpåsråttor. Honor lägger ägg.
Beståndet hotas regionalt av landskapsförändringar. Hela populationen anses vara stabil. IUCN kategoriserar arten globalt som livskraftig.

## Underarter
Arten delas in i följande underarter:
- T. r. neilli
- T. r. pamlica
- T. r. relicta